# 大翔山直树
大翔山直树（日语：／ Daishōyama Naoki，1966年7月7日—）是日本前大相扑力士，排名最高的一次是東前頭二枚目。现在是追手风师傅。本名山崎直树。出生于日本石川县鳳至郡（現屬凤珠郡）。立浪部屋所属。身高181cm，B型血。

## 用过的四股名
- 山崎直樹（やまざき なおき）1989年1月–1990年3月
- 大翔山直樹（だいしょうやま なおき）1990年5月–1993年7月
- 大翔山直生（- なおき）1993年9月–1994年1月
- 大翔山裕康（- ひろやす）1994年3月–1994年5月
- 大翔山直樹（- なおき）1994年7月–1995年11月

## 外部連結
- 大翔山 直樹（页面存档备份，存于） - 日本相撲協会
- 追手風部屋ホームページ（页面存档备份，存于）